# Jordi Casassas
Jordi Casassas i Ymbert, né à Barcelone le 22 juin 1948, est un historien et universitaire espagnol spécialiste de l’histoire contemporaine de la Catalogne et du mouvement catalaniste.
Il se montre favorable au processus souverainiste de Catalogne de 2012-2021 (es).